# 89e corps d'armée
Le 89e corps d'armée (en allemand : LXXXIX. Armeekorps) était un corps d'armée de l'armée de terre allemande, la Heer, au sein de la Wehrmacht pendant la Seconde Guerre mondiale.

## Hiérarchie des unités
| Nom          | Nbre d'hommes       | Unités subalternes                | Grade de commandement                 |
| ------------ | ------------------- | --------------------------------- | ------------------------------------- |
| Heeresgruppe | + 300 000           | 2 à + Armeen (Armées)             | Generaloberst ou Generalfeldmarschall |
| Armee        | + 100 000 - 300 000 | 2 à + Armeekorps (Corps d'armées) | General ou Generaloberst              |
| Armeekorps   | + 30 000 - 80 000   | 2 à + Divisionen (Division)       | Generalleutnant ou General            |
| Division     | + 10 000 – 20 000   | 2 à 6 Brigaden (Brigade)          | Generalmajor ou Generalleutnant       |
| Brigade      | + 3 000 – 5 000     | jusqu'à 3 Regimentern (Régiment)  | Oberst ou Generalmajor                |

## Historique
Le Generalkommando "Y" est fondé le 2 août 1942 en France. Le 9 août 1942, son état-major forme le Generalkommando Schelde. Le 25 octobre 1942, le Generalkommando LXXXIX. Armeekorps est établie.

En décembre 1944 et en janvier 1945, son état-major forme le Gruppe Hoehne.

## Organisation

### Commandants successifs
| Date                               | Grade                    | Commandant                       |
| ---------------------------------- | ------------------------ | -------------------------------- |
| 2 août 1942 - 18 décembre 1942     | General der Panzertruppe | Dr. Alfred Ritter von Hubicki    |
| 18 décembre 1942 - Avril 1943      | Generalleutnant          | Hugo Höfl                        |
| 30 avril 1943 - Juin 1943          | General der Panzertruppe | Dr. Alfred Ritter von Hubicki    |
| 11 juin 1943 - 12 janvier 1944     | General der Infanterie   | Werner Freiherr von und zu Gilsa |
| 12 janvier 1944 - 29 janvier 1944  | Generalleutnant          | Friedrich-Wilhelm Neumann        |
| 29 janvier 1944 - 23 novembre 1944 | General der Infanterie   | Werner Freiherr von und zu Gilsa |
| 23 novembre 1944 - Avril 1945      | General der Infanterie   | Gustav Höhne                     |

### Chef des Generalstabes
| Date                                 | Grade               | Commandant                 |
| ------------------------------------ | ------------------- | -------------------------- |
| Janvier 1943 - Avril 1943            | Oberstleutnant i.G. | Hans-Dietrich von Boeltzig |
| Avril 1943 - Septembre 1944          | Oberst i.G.         | Fritz Ulrich               |
| 20 septembre 1944 - 22 novembre 1944 | Oberst i.G.         | Otto Eckstein              |
| 1er décembre 1944 - ? 1945           | Oberstleutnant i.G. | Kurt Reschke               |

### 1. Generalstabsoffizier (Ia)
| Date                           | Grade      | Commandant            |
| ------------------------------ | ---------- | --------------------- |
| Août 1943 - Février 1944       | Major i.G. | Sven von Mitzlaff     |
| Février 1944 - 10 juin 1944    | Major i.G. | Jürgen Karbe          |
| Juin 1944 - Août 1944          | Major i.G. | Hans-Jürgen Becker    |
| 25 août 1944 - 30 janvier 1945 | Major i.G. | Herbert Zetsche       |
| 30 janvier 1945 - 18 mars 1945 | Major i.G. | Ernst Wiebecke        |
| Mars 1945 - ? 1945             | Major i.G. | Heinz-Wolfgang Jancke |

## Théâtres d'opérations
- Belgique et Sarre : Décembre 1942 - Janvier 1945
- Front de l'Ouest : Janvier 1945 - Mai 1945

## Ordre de batailles

### Rattachement d'Armées
| Date      | Armée     | Groupe d'Armées |
| --------- | --------- | --------------- |
| 1942      |           |                 |
| Septembre | 15. Armee | Heeresgruppe D  |
| 1943      |           |                 |
| Janvier   | 15. Armee | Heeresgruppe D  |
| 1944      |           |                 |
| Janvier   | 15. Armee | Heeresgruppe D  |
| Mai       | 15. Armee | Heeresgruppe B  |
| Novembre  | 1. Armee  | Heeresgruppe G  |
| 1945      |           |                 |
| Janvier   | 1. Armee  | Heeresgruppe G  |

### Unités subordonnées

#### Unités organiques
- Arko 189, ab November 1944 Arko 489
- Korps-Nachrichten-Abteilung 489
- Festungs-Stammtruppen LXXXIX

#### Unités rattachés
2 septembre 1942
- 65. Infanterie-Division
- 39. Infanterie-Division
- 712. Infanterie-Division

5 novembre 1942
- 65. Infanterie-Division
- 39. Infanterie-Division
- 712. Infanterie-Division

15 novembre 1942
- 712. Infanterie-Division
- 65. Infanterie-Division

1er décembre 1942
- 712. Infanterie-Division
- 65. Infanterie-Division

3 février 1943
- 712. Infanterie-Division
- 65. Infanterie-Division

1er juin 1943
- 171. Reserve-Division
- 712. Infanterie-Division
- 65. Infanterie-Division

7 juillet 1943
- 19. Luftwaffen-Feld-Division
- 712. Infanterie-Division
- 171. Reserve-Division

5 août 1943
- 19. Luftwaffen-Feld-Division
- 712. Infanterie-Division
- 171. Reserve-Division

4 octobre 1943
- 264. Infanterie-Division
- 712. Infanterie-Division
- 171. Reserve-Division

3 décembre 1943
- 19. Feld-Division (L)
- 712. Infanterie-Division
- 171. Reserve-Division

26 décembre 1943
- 19. Feld-Division (L)
- 712. Infanterie-Division
- 171. Reserve-Division

1er janvier 1944
- 272. Infanterie-Division
- 19. Feld-Division (L)
- 712. Infanterie-Division
- 171. Reserve-Division

11 mars 1944
- 48. Infanterie-Division
- 19. Feld-Division (L)
- 712. Infanterie-Division
- 165. Reserve-Division

15 mai 1944
- 48. Infanterie-Division
- 712. Infanterie-Division
- 165. Reserve-Division

12 juin 1944
- 48. Infanterie-Division
- 712. Infanterie-Division
- 165. Reserve-Division

15 juillet 1944
- 48. Infanterie-Division
- 712. Infanterie-Division
- 165. Reserve-Division

31 août 1944
- 70. Infanterie-Division
- 712. Infanterie-Division
- 59. Infanterie-Division
- 64. Infanterie-Division
- 182. Reserve-Division

16 septembre 1944
- 64. Infanterie-Division
- Division 145

13 octobre 1944
- 344. Infanterie-Division (Stab)
- 712. Infanterie-Division

5 novembre 1944
- 361. Volks-Grenadier-Division
- 553. Volks-Grenadier-Division

26 novembre 1944
- 553. Volks-Grenadier-Division
- 245. Infanterie-Division
- 256. Volks-Grenadier-Division

31 décembre 1944
- 361. Volks-Grenadier-Division
- 245. Infanterie-Division
- 256. Volks-Grenadier-Division

21 janvier 1945
- 245. Infanterie-Division
- Division Rässler
- 21. Panzer-Division
- 25. Panzer-Grenadier-Division
- 47. Volks-Grenadier-Division

19 février 1945
- Division Nr. 905
- 257. Volks-Grenadier-Division
- 245. Infanterie-Division
- 47. Volks-Grenadier-Division

1er mars 1945
- 257. Volks-Grenadier-Division
- Division Nr. 905

## Sources
- LXXXIX. Armeekorps sur Lexikon-der-wehrmacht.de